# Salem község
Salem község (svédül: Salems kommun) Svédország 290 községének egyike. Stockholm megyében található, székhelye Salem.

## Települések
A község települései:
| Település | Népesség | Megjegyzés                                         |
| --------- | -------- | -------------------------------------------------- |
| Tumba     | 15 205   | A község székhelye, Salem is Tumba részének számít |

## Népesség
| Lakosok száma | 16 076 | 16 665 | 16 786 | 16 750 | 16 959 | 17 252 | 17 352 | 17 451 | 17 507 |
|               | 2014   | 2017   | 2018   | 2019   | 2020   | 2021   | 2022   | 2023   | 2024   |